# Euphorbia guntensis
Euphorbia guntensis är en törelväxtart som först beskrevs av Yaroslav Ivanovich Prokhanov, och fick sitt nu gällande namn av Yaroslav Ivanovich Prokhanov. Euphorbia guntensis ingår i släktet törlar, och familjen törelväxter.
Artens utbredningsområde är Tadzjikistan. Inga underarter finns listade i Catalogue of Life.